# الفساد في باكستان

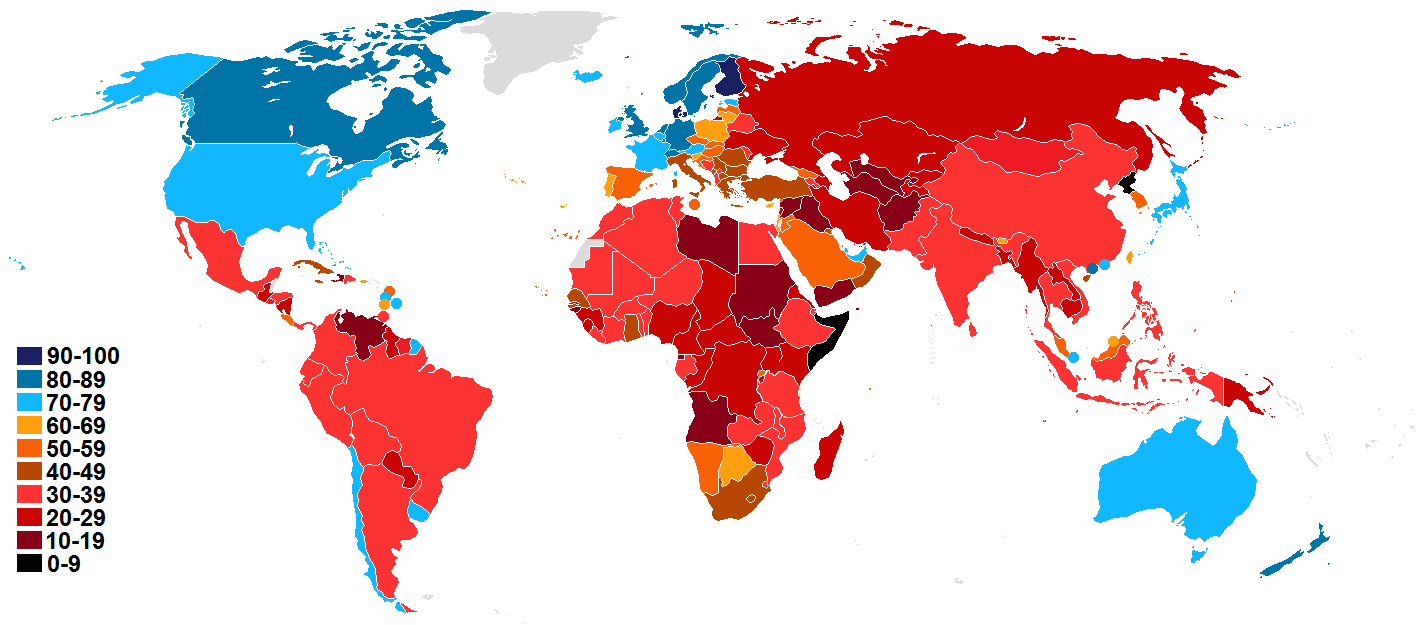
الفساد في باكستان

يتفشى الفساد في باكستان على نطاق واسع، ويمتد ليشمل القطاعات كافة من الحكومة إلى القضاء والشرطة والخدمات الصحية والتعليم.
المشاكل موغلة في القدم، وعلى الرغم من الدعوات المستمرة للإصلاح، والعديد من المحاولات لتحسين الوضع، هناك القليل من الأدلة على إحراز تقدم. تعهدت الحكومة السابقة لحركة العدل الباكستانية، التي يقودها لاعب الكريكيت الذي تحول إلى سياسي عمران خان، باستئصال الفساد من جميع القطاعات. إلا أنه لم يتحقق سوى قدر ضئيل من النجاح في تحقيق المساءلة على جميع الأصعدة. كرست الحكومة الأخيرة الوعد ببناء دولة الرفاه على أساس مبدأ «رآسة المدينة»، ولكن النجاح لم يتحقق على أسس عملية.

## تاريخ موجز
تشكل دومينيون باكستان نتيجة لحركة باكستان في عام 1947. بعد نيل الاستقلال، ورثت باكستان بيروقراطية قوية وجيشًا من الجيش البريطاني. منذ ذلك الوقت، لم يطرأ أي تغيير كبير على هذه البنية البيروقراطية التي أنشئت منذ تنفيذها على يد البريطانيين، غير أن نظام «مشرف» دعا إلى الإصلاحات في عام 2007. دفع ذلك الكثيرين إلى التفكير بأن «الفساد قد تسرب إلى المستويات العليا من البيروقراطية» حيث «يتم الإبلاغ عن قضايا الفساد (في معظمها) ضد التعيينات غير النظامية والمقدمين». حلول أواخر الستينات، بدأ تصوير البيروقراطية على أنها «أداة للقمع». في تقارير متعددة نشرها البنك الدولي، اعتبرت البيروقراطية الباكستانية ملأى بالفساد وعدم الكفاءة ومنفوخة في حجمها مع غياب المساءلة ومقاومة التغيير.

## البيروقراطية وانفصال شرق باكستان: 1954-1971
كان التأثير البيروقراطي قويًا في المقاطعات الغربية من باكستان، في حين احتفظت المقاطعة الشرقية بغالبية السكان. في 22 نوفمبر، 1954، اتخذ الإداريون البيروقراطيون قرارًا بدمج المقاطعات الغربية الأربع في وحدة واحدة تسمى غرب باكستان. أدى ذلك إلى احتجاج عام في شرق باكستان، التي شعر سكانها بأن النخب البنجابية المسلمة المالكة للأراضي التي كانت تتمتع بمناصب بيروقراطية أعلى كانت تسيء إليهم وتسعى إلى تهميشهم بصورة منهجية. أدى ذلك إلى انفصال شرق باكستان عن دولة بنغلادش المستقلة، ورسم صورة عن الممارسات الفاسدة للنخبة البنجابية في غرب باكستان. قال البنجابية إن تواجد الغالبية في شرق باكستان كان نتيجة ارتفاع نسبة الهندوس البنغاليين في الإقليم الذين لم يشاركوا في عمليات صنع القرار في البلاد. على هذا، ظل أصحاب الأراضي البنجابية غير نادمين إلى حد كبير عن رغباتهم في «تأمين نفوذهم»، ما أدى إلى خسارة الإقليم الشرقي في عام 1971.

## التأميم يسيس التخطيط الاقتصادي: 1973-1977
بعد تولي ذو الفقار علي بوتو السلطة في عام 1973، قدم نظامًا اقتصاديًا مخططًا لإنعاش الاقتصاد الراكد. أدى ذلك بدوره إلى استحداث برنامج التأميم الذي جعل شركات صناعية خاصة بأكملها تحت ملكية الحكومة. في عام 1974، ألغى الخطط الخمسية التي تتجاوز توصيات لجنة التخطيط، مع التركيز بشكل كامل على توسيع سيطرة الحكومة على شركات الأعمال الخاصة. بهذا، بدأت حكومة بوتو تسييس التخطيط الاقتصادي.
فتح التدخل السياسي الباب أمام الممارسات السياسية الفاسدة للتسرب ضمن عمليات التخطيط الاقتصادي للبلاد. أثر برنامج التأميم تأثيرًا سلبيًا على سمعة حزب الشعب الباكستاني. أبلغ عن خسائر متراكمة تصل إلى 254 مليون روبية باكستانية مع عدة حالات من الإفراط في التوظيف وعدم الكفاءة في الإنتاجية في الصناعات الميكانيكية الثقيلة. بحلول عام 1976، كانت الدولة قد أصبحت ملك جماعات وأفراد حاولوا تكديس الثروة من خلال إعادة توزيع الموارد من الشركات العامة على الأفراد. أصبحت المؤسسات العامة «أداة لتوسيع نطاق الرعاية السياسية إلى المؤسسات التي يفضلها النظام، أو لسداد الديون السياسية، أو لتكديس السلطة».

## الخصخصة والمحسوبية السياسية: 1978-1988
سر برنامج بوتو للتأميم جاذبيته مع نهاية ولاية حكومته، وزادت المطالب بإلغاء التأميم والتحول للخصخصة. أصدرت الحكومة المتعاقبة للقائد العسكري والرئيس محمد ضياء الحق تقريرًا حكوميًا رسميًا أدى إلى إنشاء لجنة تحت إشراف مؤسسة الائتمان والاستثمار الصناعي في باكستان لعكس جهود التأميم السابقة. لم يتحقق الكثير في هذا الصدد، ولم يتم تجريد سوى ثلاث صناعات، بما فيها التكتل الصناعي التابع لرئيس الوزراء المستقبلي حينها، نواز شريف، من التأميم وإعادة ملكيتها إلى أصحابها. يرى كثيرون بأن شريف جرى تفضيله في هذه العملية لأنه كان من الموالين السياسيين للدكتاتور العسكري على رأس السلطة.

## فساد سياسي غير مسبوق: 2008-2013
وفي عام 2012، قدرت منظمة الشفافية الدولية أن باكستان خسرت أكثر من 8.5 ترليون روبية (94 مليار دولار) نتيجة الفساد والتهرب الضريبي والحوكمة السيئة في ظل حزب الشعب الباكستاني بقيادة الشراكة بين القطاعين العام والخاص في الفترة بين عامي 2008 و2013. لكن في الفترة بين عامي 2013 و2017، وبينما كان نواز شريف في السلطة، أشارت منظمة الشفافية الدولية إلى انخفاض كبير في الفساد حيث تحسنت باكستان من درجة 28 إلى 32 في مؤشر مدركات الفساد، على الرغم من توجيه ادعاءات خطيرة بالفساد ضده خلال ذلك الوقت. في المؤشر، يتم تسجيل البلدان على مقياس من 0 إلى 100 حسب مدى نزاهة قطاعاتها العامة، وتشير النتائج المرتفعة إلى مدى نزاهة القطاع العام. حصلت باكستان على 28 درجة في مؤشر عام 2021، بينما حيث حصلت الدولة الأعلى تسجيلا على 88 درجة، في حين حصلت الدولة الأقل تسجيلا على 11 درجة.
لاحظ عادل غيلاني، مستشار الشفافية الدولية لباكستان، أنه إذا قامت باكستان بكبح خطر الفساد وضمان الحكم الرشيد، فلن يتطلب ذلك قرشًا واحدًا من الدول الخارجية. انتقدت الحكومة الائتلافية التي يقودها حزب الشعب خلال الفترة بين عامي 2088 و2013 باعتبارها الأكثر فسادًا في تاريخ البلاد. كشفت وسائل الإعلام المحلية الحرة والقوية في باكستان عن العديد من قضايا الفساد خلال فترة ولاية الحكومة، بما في ذلك قضايا الرشوة والفساد في الشركات المملوكة للحكومة مثل الخطوط الجوية الدولية الباكستانية والسكك الحديدية الباكستانية.
في 29 مارس 2012، قدم طارق أحمد، وهو مواطن مدني من سكان مدينة جوهر لاهور، التماسًا إلى المحكمة العليا في لاهور للنظر في قضية إسقاط أهلية رئيس الوزراء يوسف رضا جيلاني. قدم هذا الالتماس إلى المحكمة العليا والذي قيل فيه أن فوزية جيلاني، زوجة رئيس الوزراء جيلاني، تلقت قروضًا ملايين الروبيات من مصرف التنمية الزراعي المحدود والبنك الوطني الباكستاني، وذلك من أجل الشركتين الكبيرتين اللتين تمتلكهما عائلة جيلاني، التي كانت فوزية جيلاني تعمل مديرًا مديرًا تنفيذيًا لهما. لم يرد أي من قروض ملايين الروبيات إلى المصارف. عندما انتهى التماس إسقاط الأهلية بقرار من رئيس المجلس الوطني الباكستاني، الدكتورة فهميدة ميرزا، التي ذكرت أن العريضة بلا أسس، أدين جيلاني بتهمة ازدراء المحكمة. وأصبح جيلاني أول رئيس وزراء باكستاني يدان أثناء توليه منصبه، ثم صدر في وقت لاحق حكم عليه وتم تجريده من أهليته. تعرض جيلاني لانتقادات بسبب فترة طويلة من الركود التضخمي، حيث تم تجاهل المشاكل الاقتصادية الأساسية، وسوء إدارة الحكومة، وتوطن الفساد.